# Ангел и девочка
«Ангел и девочка» — студийный электрический альбом Ольги Арефьевой и группы «Ковчег», выпущенный в 2017 году.

## Об альбоме
Альбом был выпущен в марте 2017 всего через несколько месяцев после предыдущего альбома «Глина», при этом часть средств на запись обоих альбомов была собрана с помощью единой краудфандинговой компании. В процессе работы над материалом планировалось, что «Ангел и девочка» будет мрачнее «Глины» (по словам самой Ольги, ещё не имевшие названий альбомы участники группы «условно звали „оптимизм“ и „депрессняк“»), хотя в результате деление вышло не столь однозначным.
Альбом получил достаточно положительные отзывы критиков, большинство из которых отметило его концептуальность («на этом альбоме пересекаются два мира — земной и небесный, представителями которого становятся ангел и девочка, их истории рассказываются параллельно»), музыкальную эклектичность («„Ковчег“ балансирует между акустическим роком, диксилендом, блюзом и прог-роком»), а также актуальность и одновременно глубину смыслового наполнения. При этом, по мнению журналиста Гуру Кена, ни одна из песен альбома не имеет шансов зазвучать в эфире коммерческих радиостанций.

## Список композиций
Все песни написаны Ольгой Арефьевой.
| №   | Название                       | Длительность |
| --- | ------------------------------ | ------------ |
| 1.  | «Полночь»                      | 4:20         |
| 2.  | «Пирамида Хео»                 | 2:54         |
| 3.  | «Моа-моа»                      | 4:38         |
| 4.  | «Двойное дно»                  | 3:00         |
| 5.  | «Бугульма»                     | 4:19         |
| 6.  | «Dies Irae»                    | 4:49         |
| 7.  | «Птица серая»                  | 4:08         |
| 8.  | «Мебель»                       | 2:54         |
| 9.  | «Боль»                         | 2:45         |
| 10. | «Жанна д'Арк»                  | 3:43         |
| 11. | «Никто не умер, никто не ожил» | 4:27         |
| 12. | «Команда Грусть»               | 4:24         |
| 13. | «Корабль»                      | 4:16         |
| 14. | «Помяните её»                  | 3:22         |
| 15. | «Бессонной ночью»              | 2:59         |
| 16. | «Ангел сметаны»                | 4:17         |

## Участники записи
- Ольга Арефьева — вокал, песни
- Тимур Ибатуллин — бас-гитара, ударные (кроме 1, 7, 11, 12), клавишные (2, 3, 4, 8, 9, 10, 14, 15, 16), запись, сведение, мастеринг
- Сергей Индюков — гитара
- Пётр Акимов — виолончель (2, 5, 9, 10, 11, 12, 13, 14, 16), соло на виолончели в 11, клавишные (1, 7, 12)
- Евгений Лейдер — саксофон, флейта (1, 2, 3, 6, 9, 12, 14)
- Андрей Чарупа — ударные (1, 7, 11, 12)
- Наталья Жеренкова — скрипка (9, 10, 12), бэк-вокал (15, 16)